# Frerk (Vorname)
Frerk ist ein deutscher, männlicher Vorname friesischer Herkunft.

## Herkunft, Bedeutung und Verbreitung
Der Vorname Frerk beruht auf den althochdeutschen Bestandteilen fridu (der Friede, der Schutz, die Sicherheit) und rihhi (reich, mächtig, die Macht, die Herrschaft, der Herrscher). Daraus kann die Bedeutung oder Übersetzung der Friedliche, der Mächtige abgeleitet werden. Dabei stellt es eine Kurzform des Vornamens Frederick dar und findet insbesondere in Regionen Verwendung, wo Dänisch und Friesisch verbreitet sind.

## Namenstag
Namenstage sind der 3. März und 18. Juli.

## Verwendung
Verwendung fand der Vorname Frerk beispielsweise im Kinderbuch Frerk, du Zwerg!, aber auch als Nachname.